# Pfaffenhofen (Tyrol)
Pour les articles homonymes, voir Pfaffenhofen.
Pfaffenhofen est une commune autrichienne du district d'Innsbruck-Land dans le Tyrol.